# Kabinett Vagnorius I
Das Kabinett Vagnorius I war die dritte litauische Regierung seit 1990. Sie wurde nach der Parlamentswahl in Litauen 1990 gebildet. Gediminas Vagnorius wurde 1991 bestätigt. Die Vereidigung fand danach im Seimas statt.

## Zusammensetzung
| Position                              | Person                     | Lebensdaten | Lebensdaten | Partei | Zeit            | Zeit            |
| Position                              | Person                     | von         | bis         | Partei | von             | bis             |
| ------------------------------------- | -------------------------- | ----------- | ----------- | ------ | --------------- | --------------- |
| Premierminister                       | Gediminas Vagnorius        | 1957        |             |        | 1991            | 1992            |
| Stellvertretende Premierminister      | Zigmas Vaišvila            | 1956        |             |        | 1991            | 1992            |
| Stellvertretende Premierminister      | Vytautas Pakalniškis       | 1944        |             |        | 1991            | 1992            |
| Stellvertretende Premierminister      | Algis Dobravolskas         | 1951        |             |        | 1991            | 1992            |
| Finanzen                              | Elvyra Janina Kunevičienė  | 1939        |             |        | 1991            | 1992            |
| Wirtschaft                            | Vytas Navickas             | 1952        |             |        | 1991            | 30. Mai 1991    |
| Wirtschaft                            | Albertas Šimėnas           | 1950        |             |        | 30. Mai 1991    | 1992            |
| Verkehr                               | Jonas Biržiškis            | 1932        |             |        | 1991            | 1992            |
| Sozialschutz                          | Algis Dobravolskas         | 1951        |             |        | 1991            | 1992            |
| Energie                               | Leonas Vaidotas Ašmantas   | 1939        |             |        | 1991            | 1992            |
| Kultur und Bildung                    | Darius Kuolys              | 1962        |             |        | 1991            | 1992            |
| Verteidigung                          | Audrius Butkevičius        | 1960        |             |        | 1991            | 1992            |
| Landwirtschaft                        | Rimvydas Raimondas Survila | 1939        |             |        | 1991            | 1992            |
| Waldwirtschaft                        | Vaidotas Antanaitis        | 1928        | 2018        |        | 1991            | 23. Januar 1992 |
| Waldwirtschaft                        | Jonas Rimas Klimas         | 1939        |             |        | 23. Januar 1992 | 1992            |
| Innen                                 | Petras Valiukas            | 1948        | 1993        |        | 1991            | 1992            |
| Äußeres                               | Algirdas Saudargas         | 1948        |             |        | 1991            | 1992            |
| Justiz                                | Vytautas Pakalniškis       | 1944        |             |        | 1991            | 1992            |
| Kommunikationen und Informatik        | Kostas Birulis             | 1925        | 2004        |        | 1991            | 1992            |
| Bau und Urbanistik                    | Algimantas Nasvytis        | 1928        | 2018        |        | 1991            | 1992            |
| Gesundheitsschutz                     | Juozas Olekas              | 1955        |             |        | 1991            | 1992            |
| Internationale Wirtschaftsbeziehungen | Vytenis Aleškaitis         | 1953        | 2001        |        | 1991            | 1992            |
| Handel und Materialressourcen         | Vilius Židonis             | 1933        | 2018        |        | 1991            | 1992            |
| ohne Geschäftsbereich                 | Aleksandras Abišala        | 1955        |             |        | 1991            | 1992            |